# Giftlorcheln
Die Giftlorcheln (Gyromitra) sind eine Gattung der Schlauchpilze aus der Ordnung der Becherlingsverwandten (Pezizales).
Die Typusart ist die Frühjahrs-Giftlorchel (Gyromitra esculenta).

## Merkmale

### Makroskopische Merkmale
Die Giftlorcheln bilden große, gestielte (hellvelloide) Fruchtkörper (Apothecien) mit hirnförmigen, unregelmäßig gelappten Hüten und fast zylindrischen, hohlen Stielen. Das Hymenium ist gelbbraun, rötlich braun bis dunkelbraun. Das Sporenpulver ist weiß.

### Mikroskopische Merkmale
Die Pilzfäden (Hyphen) tragen an den Querwänden (Septen) keine Schnallen. Die operkulaten Schläuche (Asci) sind inamyloid (blauen bei Kontakt mit Iodlösung nicht). Im Inneren reifen jeweils 8 Sporen heran. Diese sind durchsichtig (hyalin), schmal elliptisch, ellipsoid bis spindelig (fusoid) geformt und glattwandig. Die Sporen sind mit 2 Öltropfen gefüllt. Die äußere Zellwandschicht der Sporen (Perispor) ist cyanophil, lässt sich also mit Baumwollblau anfärben.

## Ökologie
Die Giftlorcheln sind bodenbewohnend und vermutlich Saprobionten, die in Wäldern und Gebüschen vorkommen. Sie besiedeln auch Sekundärstandorte wie beispielsweise Holzlagerplätze, Rindenmulch oder Holzhäcksel.

## Arten
Aktuell (Stand 2024) sind 6 Arten bekannt, von denen 5 (alle außer Gyromitra antarctica) in Europa vorkommen bzw. schon nachgewiesen wurden:
| Giftlorcheln (Gyromitra) weltweit |                         |                                         |
| \| Deutscher Name \| Wissenschaftlicher Name \| Autorenzitat \| \| --------------------- \| ----------------------- \| --------------------------------------- \| \| \| Gyromitra antarctica \| Rehm 1899 \| \| Frühjahrs-Giftlorchel \| Gyromitra esculenta \| (Persoon 1800 : Fries 1822) Fries 1849 \| \| Aufgeblähte Lorchel \| Gyromitra inflata \| Cooke 1879 \| \| Glänzende Lorchel \| Gyromitra splendida \| Raitviir 1974 \| \| Tasmanische Lorchel \| Gyromitra tasmanica \| Berkeley & Cooke 1879 \| \| \| Gyromitra venenata \| Hai J. Li, Z.H. Chen & Zhu L. Yang 2020 \| |                         |                                         |
| Deutscher Name | Wissenschaftlicher Name | Autorenzitat                            |
| | Gyromitra antarctica    | Rehm 1899                               |
| Frühjahrs-Giftlorchel | Gyromitra esculenta     | (Persoon 1800 : Fries 1822) Fries 1849  |
| Aufgeblähte Lorchel | Gyromitra inflata       | Cooke 1879                              |
| Glänzende Lorchel | Gyromitra splendida     | Raitviir 1974                           |
| Tasmanische Lorchel | Gyromitra tasmanica     | Berkeley & Cooke 1879                   |
| | Gyromitra venenata      | Hai J. Li, Z.H. Chen & Zhu L. Yang 2020 |

### Ehemalige Arten
Im Jahr 2023 wurde die Gattung Gyromitra, die zuvor etwa 25 bekannte europäische Arten enthielt, auf der Grundlage phylogenetischer Analysen deutlich reduziert und in weitere Gattungen aufgespalten. Die Untersuchungen zeigten, dass die ehemals artenreichere Gattung Gyromitra s. l. paraphyletisch war und die hypogäische Gattung Hydnotrya enthalten müsste. Arten der Gattung Hydnotrya in die Gattung Gyromitra aufzunehmen, wäre nicht möglich gewesen, da der Gattungsname Hydnotrya (1846) älter ist als Gyromitra (1849) und somit taxonomischen Vorrang hätte, was zur Folge gehabt hätte, dass alle Giftlorcheln in die Gattung Hydnotrya hätten umkombiniert werden müssen. Stattdessen wurden acht Gattungen anerkannt, wovon zwei (Gyromitra und Hydnotrya) beibehalten, drei (Discina, Paradiscina und Pseudorhizina) wiederbelebt und drei (Paragyromitra, Pseudodiscina und Pseudoverpa) neu aufgestellt wurden.
| Ehemals zur Gattung Gyromitra gezählte Arten in Europa (Auswahl) |                         |                                            |
| \| Deutscher Name \| Wissenschaftlicher Name \| Autorenzitat \| \| ---------------------------- \| ----------------------- \| ------------------------------------------ \| \| Anliegende Lorchel \| Discina accumbens \| E. Rahm 1970 \| \| Scheiben-Lorchel \| Discina ancilis \| (Pers.) Sacc. 1889 \| \| Zipfel-Lorchel \| Discina fastigiata \| (Krombh.) Svrček & J. Moravec 1972 \| \| \| Discina geogenia \| Rahm ex Donadini 1985 \| \| Riesen-Lorchel \| Discina gigas \| (Krombh.) Eckblad 1968 \| \| Dottergelbe Scheiben-Lorchel \| Discina leucoxantha \| Bres. 1882 \| \| \| Discina martinii \| (Donadini & Astier) Donadini & Astier 1985 \| \| Schwarzweiße Lorchel \| Discina melaleuca \| Bres. 1898 \| \| Schildförmige Lorchel \| Discina parma \| J. Breitenb. & Maas Geest. 1973 \| \| \| Discina ticiniana \| (Littini) X.C. Wang & W.Y. Zhuang 2023 \| \| Vielgestaltige Lorchel \| Paragyromitra ambigua \| (P. Karst.) X.C. Wang & W.Y. Zhuang 2023 \| \| Bischofsmütze \| Paragyromitra infula \| (Schaeff.) X.C. Wang & W.Y. Zhuang 2023 \| |                         |                                            |
| Deutscher Name | Wissenschaftlicher Name | Autorenzitat                               |
| Anliegende Lorchel | Discina accumbens       | E. Rahm 1970                               |
| Scheiben-Lorchel | Discina ancilis         | (Pers.) Sacc. 1889                         |
| Zipfel-Lorchel | Discina fastigiata      | (Krombh.) Svrček & J. Moravec 1972         |
| | Discina geogenia        | Rahm ex Donadini 1985                      |
| Riesen-Lorchel | Discina gigas           | (Krombh.) Eckblad 1968                     |
| Dottergelbe Scheiben-Lorchel | Discina leucoxantha     | Bres. 1882                                 |
| | Discina martinii        | (Donadini & Astier) Donadini & Astier 1985 |
| Schwarzweiße Lorchel | Discina melaleuca       | Bres. 1898                                 |
| Schildförmige Lorchel | Discina parma           | J. Breitenb. & Maas Geest. 1973            |
| | Discina ticiniana       | (Littini) X.C. Wang & W.Y. Zhuang 2023     |
| Vielgestaltige Lorchel | Paragyromitra ambigua   | (P. Karst.) X.C. Wang & W.Y. Zhuang 2023   |
| Bischofsmütze | Paragyromitra infula    | (Schaeff.) X.C. Wang & W.Y. Zhuang 2023    |

## Bedeutung

### Speisewert und Giftigkeit
Einige Arten der Gattung, besonders die Frühjahrs-Giftlorchel (Gyromitra esculenta), wurden früher und werden teils heute noch als Speisepilze gesammelt. Allerdings wird davon abgeraten, da sie Gyromitrin enthalten, das durch Erhitzen nur teilweise zerstört wird, und das Gyromitra-Syndrom mit schwerem, teils tödlichem Ausgang verursachen können.
Eine Studie französischer und amerikanischer Wissenschaftler kam in einem 2021 veröffentlichten Beitrag nach jahrelangen epidemiologischen Untersuchungen eines Hotspots der Charcot-Krankheit (Amyotrophe Lateralsklerose, ALS) in den französischen Alpen zu dem Schluss, dass der wiederholte Verzehr von Giftlorcheln der wichtigste Risikofaktor für ALS in der Gemeinde sei. In dem nur etwa 200 Einwohner zählenden Montchavin war 2009 der damals neuen Dorfärztin eine auffällige Häufung von ALS aufgefallen. Zwischen 1990 und 2018 wurden insgesamt 14 Fälle von ALS dort diagnostiziert, gegenüber einer durchschnittlichen Inzidenz in Europa von etwa 3 Fällen pro 100.000 Einwohner und Jahr. Während ursprünglich fälschlicherweise hauptsächlich die bis 2023 zur Gattung Gyromitra gezählte Riesen-Lorchel (Discina gigas) verdächtigt wurde, für das vermehrte Auftreten der Erkrankung ursächlich zu sein, wurde 2024 nach einer erneuten Untersuchung der Proben deutlich, dass Gyromitra esculenta und Gyromitra venenata (und damit Giftlorcheln im engeren Sinne) die dafür verantwortlichen Arten sind.

### Etymologie
Der wissenschaftliche Gattungsname ist von altgriechisch gyros (Kreis) und mitra (Mütze) abgeleitet und nimmt auf die mützenartig herabgeschlagenen Hüte der Fruchtkörper einiger Arten Bezug.